# Palpomyia calderana
Palpomyia calderana är en tvåvingeart som beskrevs av Stora 1936. Palpomyia calderana ingår i släktet Palpomyia och familjen svidknott.
Artens utbredningsområde är Kanarieöarna. Inga underarter finns listade i Catalogue of Life.